# Южное кладбище (Лейпциг)
Южное кладбище (Зюдфридхоф, нем. Südfriedhof) — самое большое кладбище Лейпцига, занимает площадь в 82 га. Находится в южной части города в непосредственной близости от памятника Битве народов. Наряду с Ольсдорфским кладбищем в Гамбурге и Юго-Западным кладбищем Штансдорфа близ Берлина считается одним из самых крупных парковых кладбищ Германии.
Проектирование кладбища под руководством директора садового строительства Лейпцига Отто Виттенберга и архитектора Хуго Лихта началось в 1879 году. Сначала под кладбище было отведено 54 га. С резким скачком в численности населения города, связанным с индустриализацией, кладбищу потребовались дополнительные площади. Южное кладбище в Лейпциге открылось 1 июня 1886 года. Поначалу горожане отдавали предпочтение Новому кладбищу Святого Иоанна (ныне парк Мира), но ситуация изменилась, когда со временем Южное кладбище обрело по-настоящему парковый характер. В 1910 году на кладбище была возведена часовня с 60-метровой колокольней. Ансамбль строений в неоромантическом стиле, за образец для которого было взято Лаахское аббатство в Айфеле, включает в себя часовню, крематорий и колумбарий.